# Olga Vilímková
Olga Vilímková (* 4. července 1960, Praha) je česká vysokoškolská pedagožka, romanistka a také spisovatelka, zabývající se dlouhodobě problematikou Latinské Ameriky, zejména pak Peru. Je zakladatelkou Nadačního fondu Inka, podporujícího peruánské indiány.

## Biografie
Vystudovala francouzštinu a češtinu na Filozofické fakultě Univerzity Karlovy, posléze pokračovala ve studiu iberoamerikanistiky na SIAS FF UK.
Vyučuje francouzštinu a reálie Latinské Ameriky na Vysoké škole ekonomické v Praze.